# クリスピン・ライト
クリスピン・ジェームズ・ガース・ライト（Crispin James Garth Wright, 1942年12月21日 ‐ ）は、イギリスの哲学者。著書に数学についての新フレーゲ主義（新論理主義）の哲学や、後期ウィトゲンシュタイン哲学に関するもの、また真理、実在論、認知主義、懐疑論、知識（認識論）、客観性に関係するものなどがある。ニューヨーク大学哲学教授、スターリング大学哲学研究科教授であり、以前はセントアンドリュース大学、アバディーン大学、プリンストン大学、ミシガン大学で教鞭を執っていた。
TheBestSchools.orgはライトを存命中の最も有名な哲学者50人の一人に挙げている。

## 生い立ちとキャリア
ライトはサリー州で生まれ、1950年から61年までバーケンヘッドスクールで学んだ。ケンブリッジ大学トリニティ・カレッジに進学し、1964年、道徳の科学（Moral Sciences）で学士号を取得する。1968年、博士号取得。1969年にはオックスフォード大学で修士号を取得し、成績優秀者特別奨学生（Prize fellow）に選出される。1978年には、働いていたオックスフォード大学オール・ソウルズ・カレッジにおいてリサーチフェローに選出。
その後ライトは論理学と数学の教授で招聘を受けてセントアンドリュース大学へ移り、1997年には初代ウォードロー主教教授職（Bishop Wardlaw University Professorship）に任命される。2008年秋にニューヨーク大学哲学教授となり、ミシガン大学、オックスフォード大学、コロンビア大学、プリンストン大学でも教えている。
ライトはセントアンドリュース大学の哲学研究センター「アルケー」の創設者であり、センター長だったが、2009年9月にアバディーン大学の哲学北方研究所（NIP:Northern Institute of Philosophy）で指揮をとるためにセントアンドリュース大学を離れた。2015年に哲学北方研究所が閉鎖されると、ライトはスターリング大学へ移籍する。現在もライトはニューヨーク大学哲学教授を務めている。